# Combat Boat 90
La Combat Boat 90 (CB90) è una classe di imbarcazioni d'assalto, originariamente sviluppata per la marina svedese dalla Dockstavarvet, con la designazione Strb 90 H. Successivamente questa fu adottata anche da altri paesi, come la Norvegia, Grecia, Messico e Malaysia. La Germania sta anch'essa pensando di adottarne alcuni per utilizzarli nella Berlin-class.
La CB90 è una barca veloce e maneggevole. Il suo peso leggero, il basso pescaggio, e il doppio motore fanno sì che questo mezzo possa muoversi alla velocità di 40 nodi (74 km/h) anche nelle acque basse delle coste. I getti del motore sono parzialmente incanalati come nei sottomarini, che gli consentono di effettuare anche brusche manovre ad alta velocità.
È dotata di un'apertura frontale per poter far scendere velocemente il suo equipaggio (21 soldati) in caso di sbarco immediato su una costa.

## Storia

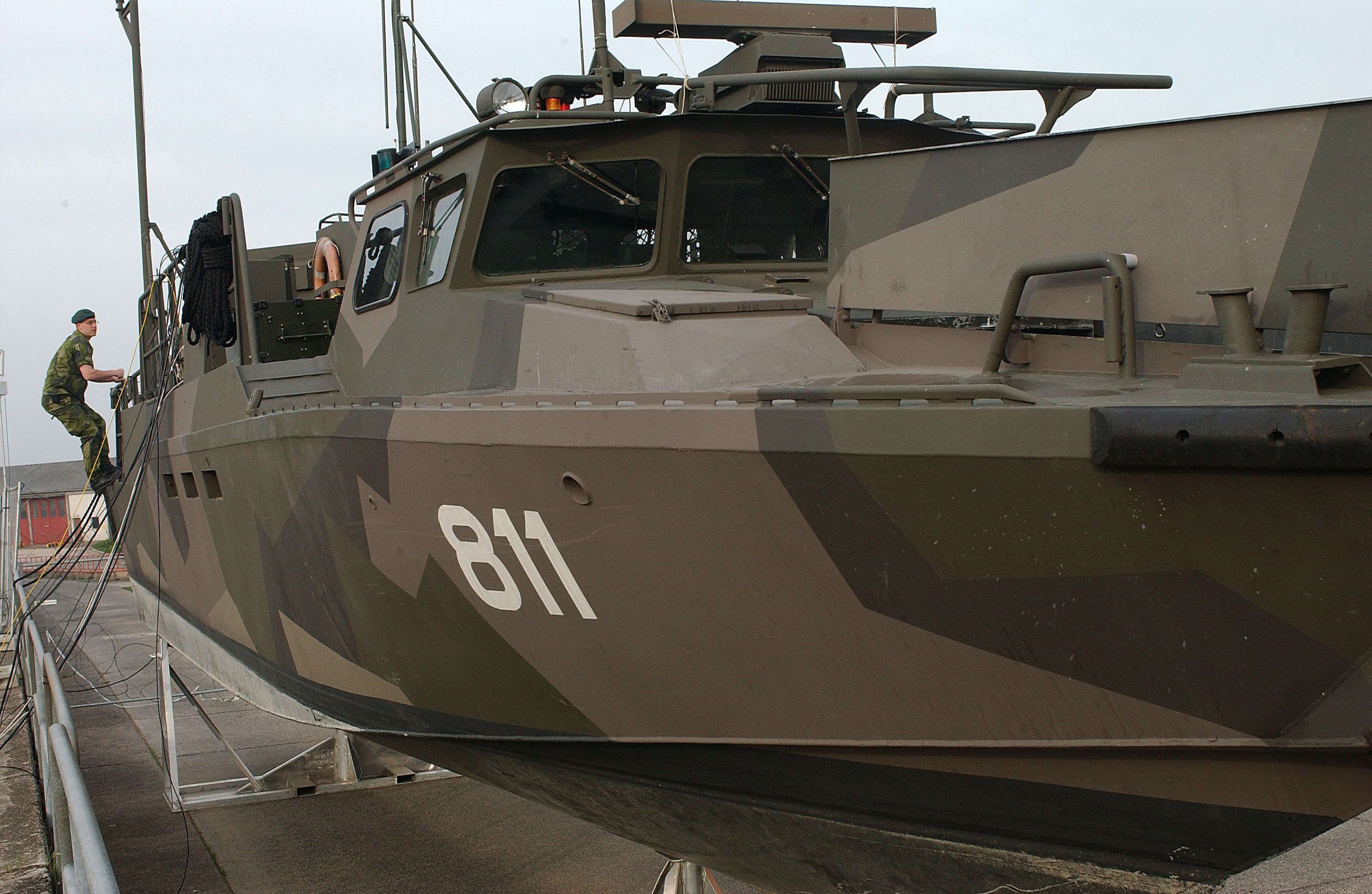
Stridsbåt 90C

Nel 1988 la società Dockstavarvet vinse la gara per la progettazione e lo sviluppo di una classe di imbarcazioni che doveva sostituire la vecchia classe Tpbs 200. Nel 1989 furono prodotti due prototipi con numero 801 e 802, e nel giugno 1990 la marina svedese ne ordinò 120 esemplari.
Nella marina svedese, il nome ufficiale è Strb 90 H (Stridsbåt 1990 Halv pluton); la lettera H si riferisce al fatto che questa imbarcazione può trasportare metà (half) di un plotone.
Nel 202 la marina svedese ha ordinato altre 27 imbarcazioni, leggermente differenti, con nuova designazione: Strb 90 HS, per poterla utilizzare in operazioni di paece-keeping oltremare. L'aggiunta della lettera S non è ben chiara, ma potrebbe stare per Skyddad, ovvero protetta, dato che questa versione è corazzata. Questa imbarcazione è inoltre dotata di protezione NBC (l'intera barca può essere pressurizzata).
Nel 1996 la marina norvegese ha valutato e comperato 20 imbarcazioni, designate come 90 N (for Norsk utgave, letteralmente versione norvegese).
Tra il 1999 e il 2001 la marina messicana ha acquisito 40 unità con la designazione CB 90 HMN, ed ha anche acquisito la licenza di produzione nel 2002, producendo direttamente in Messico altre otto unità.
La polizia marittima tedesca ha affittato un'unità direttamente dal produttore Dockstavarvet per il 33º G8 di Heiligendamm. Questa unità è quindi stata impiegata in un intervento contro tre gommoni pacifisti di Greenpeace che tentavano di entrare nella zona protetta.
Nel luglio 2007 il Navy Expeditionary Combat Command (NECC) degli Stati Uniti d'America decise di testare il CB90 come nave da combattimento per produrre un prototipo.
Nel giugno 2009 uno sconosciuto compratore di Abu Dhabi comprò due unità nella loro versione di lusso.
Nel 2010 gli Stati Uniti hanno effettuato alcuni esperimenti su CB90, in modo da poter utilizzare un nuovo tipo di carburante, ottenuto dalla miscelazione di biocarburante derivante dalle alghe marine e della stessa quantità di NATO F-76 (particolare tipo di gasolio proveniente dal petrolio). Questo nuovo tipo di carburante sperimentato su questo mezzo, viene definito come un diesel rinnovabile oppure anche HR-D ed ha la particolarità di non contenere acqua.
Nel 2013, presso i cantieri Pella di San Pietroburgo, è stata lanciata la prima imbarcazione del Progetto 03160 Raptor: sebbene le navi siano sorprendentemente simili, non vi è alcuna indicazione che Dockstavarvet sia stata coinvolta nella progettazione o abbia concesso licenze al costruttore russo.

## Versioni

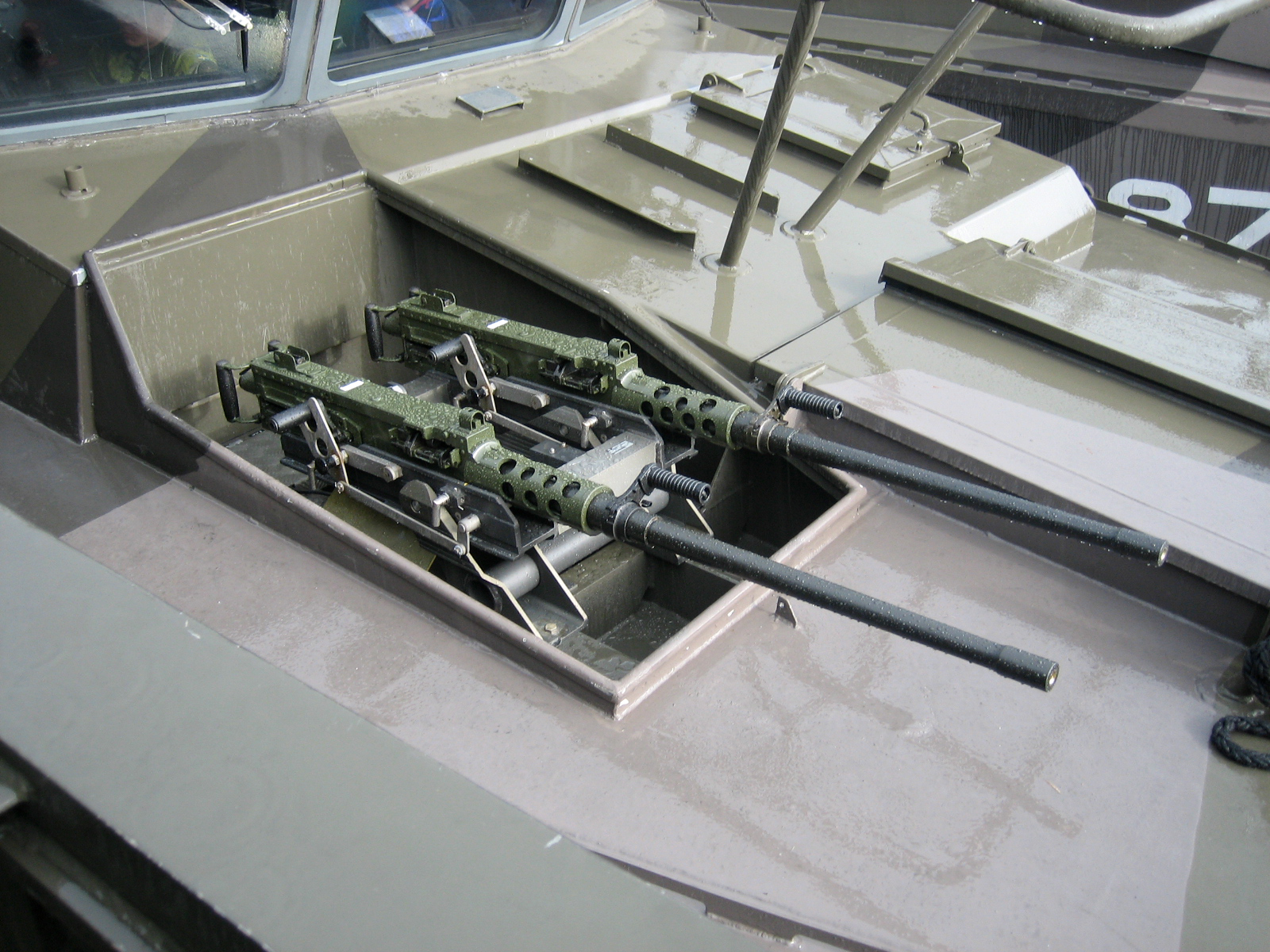
Due mitragliatrici Browning M2 montate a bordo dell'imbarcazione

Diversi Strb 90 H sono stati convertiti dalla marina svedese per ricoprire diversi ruoli:
- Strb 90 L: versione equipaggiata per il comando e controllo di un battaglione, infatti la L sta per ledning ovvero comando;
- Strb 90 KompL: è un semplice Strb 90 H a cui sono stati aggiunti PC portatili ed equipaggiamenti per le comunicazioni per poter provvedere ad un temporaneo comando a livello di compagnia;
- The Strb 90 HS: è la versione progettata per missioni di mantenimento della pace e per missioni di soccorso.

## Operatori
Grecia3
 Malaysia5 CB90, 12 CB90HEX
 Messico48
 Norvegia20
 Svezia200
 Stati Uniti2 in valutazione